# Kathryn Schulz
Kathryn Schulz es una periodista y escritora estadounidense, y ex crítica de libros de la revista New York. Se unió a The New Yorker como redactora en 2015. Schulz ganó el Premio Pulitzer en 2016 por la redacción de su artículo en New Yorker sobre un potencial terremoto de gran magnitud en el noroeste del Pacífico.

## Biografía
Kathryn Schulz nació y creció en Shaker Heights, Ohio. Después de graduarse de la Universidad de Brown en 1996, se mudó a Portland, Oregon, y vivió allí por poco menos de cuatro años.
Su escritura independiente ha aparecido en el New York Times Magazine, Rolling Stone, The Nation, Foreign Policy y The Boston Globe, entre otras publicaciones. También escribió "The Wrong Stuff", un blog en la revista Slate, y contribuye al blog de Freakonomics en The New York Times.
Schulz empezó su carrera en el periodismo escrito para la revista Feed (la cual funcionó de 1995 a 2001), una de las primeras revistas en línea. De 2001 a 2006, editó la revista ambiental en línea Grist. Anteriormente trabajó como reportera y editora para  The Santiago Times, de Santiago en Chile, donde cubrió temas ambientales, laborales y de derechos humanos. En 2004 recibió la Beca Pew de Periodismo Internacional (ahora International Reporting Project), y ha reporteado desde Centro y Sudamérica, Japón y Medio Oriente. Desde 2014 reside en estado de Nueva York.
Kathryn Schulz se convirtió en redactora de The New Yorker en 2015.

## Reseñas
Al reseñar su libro Being Wrong: Adventures in the Margin of Error, (2010) (en español, En defensa del error: Un ensayo sobre el arte de equivocarse), Dwight Garner escribió: "El libro de la Sra. Schulz es una meditación divertida y filosófica sobre por qué el error es un rasgo propiamente humano, valiente y extremadamente deseable. Ella vuela alto en el cielo intelectual, dejando hermosas estelas iluminadas por el sol." Daniel Gilbert La describió como "una presencia cálida, ingeniosa y bienvenida que confía en sus lectores en lugar de sermonearles. No hace daño que combine la prosa lúcida con perfecta sincronización cómica..."

### Libros
- Schulz, Kathryn. Being Wrong : Adventures in the Margin of Error. Ecco / HarperCollins. 2010. ISBN 0061176044. En español: En defensa del error: Un ensayo sobre el arte de equivocarse (traductora María Condor) El Ojo del Tiempo, Siruela, 2015. ISBN 9788416465705.

### Ensayos y reportajes
- “¿Son los antidepresivos los que hicieron deprimir a Japón?”, Revista de The New York Times, 22 de agosto de 2004.
- “Quedando: Reflexiones encima Amor y Política,” La Nación, 20 de diciembre de 2004.
- “Valiente Neuro Mundo”, La Nación, 9 de enero de 2006.
- “Billy Jean en Bagdad”, El Huffington Correo, 16 de noviembre de 2009.
- “Vida en Infierno”, Política Extranjera, 12 de enero de 2010.
- “Da las gracias por Admitir el Blindingly Obvio”, The New York Times, 8 de junio de 2010.
- “El Lado Brillante de Incorrecto”, El Globo de Boston, 13 de junio de 2010.
- “El Unió Equivocaciones de América”, The New York Times, 28 de julio de 2010.
- Schulz, Kathryn (13 de abril de 2015). "«Sight unseen : the hows and whys of invisibility». The New Yorker 91 (8): 75-79. 13 de abril de 2015. Consultado el 22 de junio de 2015.; el hows y whys de invisibilidad". Los Críticos. Un Crítico en Grande. (8): 75-79.
- Schulz, Kathryn (18 de mayo de 2015). «Outside in : Nell Zink turned her back on the publishing world. It found her anyway». The New Yorker 91 (13): 38-45. Consultado el 5 de agosto de 2015. (18 de mayo de 2015)." : Nell Zink le giró atrás en el mundo editorial. Le encuentre en todo caso". Vida y Letras. (13): 38-45.
- Schulz, Kathryn (20 de julio de 2015). «The Really Big One». The New Yorker. Consultado el 5 de agosto de 2015. (20 de julio de 2015). (Sobre los riesgos de un Cascadia terremoto de zona de la subducción al Pacific Noroeste)
- "Pond Escoria", The New Yorker, 19 de octubre de 2015.
- "Certeza muerta: Cómo ‘Haciendo un Asesino' va mal", The New Yorker, 25 de enero de 2016.
- "Cuándo las cosas Van Perder", The New Yorker, 13 de febrero de 2017.
- "Llamada y Respuesta", The New Yorker, 6 de marzo de 2017.

### Reseñas de libros
| Fecha                   | Artículo de revisión | Trabajo reseñado |
| ----------------------- | --- | --- |
| 18 de noviembre de 2003 | «Kathryn Schulz reviews Monster of God by David Quammen». Grist. 18 de noviembre de 2003. Consultado el 2 de marzo de 2018. | Quammen, David (2003). Monster of God : the man-eating predator in the jungles of history and the mind. New York: W. W. Norton. ISBN 0393051404. |